# 罗伯特·兹梅利克
罗伯特·兹梅利克（捷克語：Robert Změlík，1969年4月18日—），捷克男子田径运动员。他曾代表捷克斯洛伐克、捷克参加1992年和1996年夏季奥林匹克运动会田径比赛，其中1992年奥运会获得一枚金牌。